# ハリウッド・ブラックリスト
ハリウッド・ブラックリスト（Hollywood Blacklist）は、1940年代後半から1950年代中期ごろ、マッカーシズムによる赤狩り旋風が吹き荒れる中、その中心的機関であった下院非米活動委員会（HUAC）が取り調べを行うため、ハリウッドを中心とする娯楽産業で活躍していた映画監督、脚本家や映画俳優などの芸能人の中で人生のある時期に共産党と関連があったとして列挙した人物のことで、そのうち召還や証言を拒否して議会侮辱罪で有罪判決を受けた主要な10人をハリウッド・テン（Hollywood Ten）と呼ぶ。
大衆が注目するハリウッドのスターを巻き込んでの証言や抗議運動が行われ、マッカーシズム時代に最もセンセーショナルで焦点となる事件であるとともに、列挙された人物は同産業で働くことを拒否され、思想信条差別の一大事件にもなった。

## 概要
ハリウッド・ブラックリストの始まりは1930年代に遡る。この時期、共産主義はアメリカの理想主義の若者の間で人気のある思想であった。
しかし、第二次世界大戦の終わり頃、ソヴィエト連邦が戦時中に東欧・中欧を厳しく弾圧したため、多くのアメリカ国民にとって共産主義は敵と見なされていった。1947年の10月、共産主義者との疑いをかけられた人々は破壊分子と見なされ、映画産業界で働く人物のうちの数人が、ハリウッドの労働組合への共産主義の影響を調査していた非米活動委員会によって呼び出された。これらの脚本家・俳優・映画監督はアメリカ共産党員の疑いをかけられたり、自分自身で認めていた。バッド・シュールバーグやエリア・カザンは、愛国心もしくは従わなかった場合の恐怖から、証人となった。
召喚状が発せられた10人は、アメリカ合衆国憲法修正第1条で保障された基本的人権を根拠に、証言したり召喚されたりするのを拒んだ。ハリウッド・テンと呼ばれるこれら10人は1948年に議会侮辱罪で有罪判決を受け、最高裁に上訴したものの成功せず、1950年に半年ないし1年の実刑を受けた。エドワード・ドミトリクは収監後証言拒否の姿勢を翻して自らや仲間について証言を行い、早期に釈放された。グレゴリー・ペックやヘンリー・フォンダ、バート・ランカスター（反戦主義者）らは、ハリウッド・テンに対する弾圧に断固として反対した。一方、リチャード・ニクソン、ロナルド・レーガン、ウォルト・ディズニー、ゲイリー・クーパー、ロバート・テイラー、エリア・カザンらは赤狩りに協力した。
ハリウッド・テンは、共産主義者である、また関連があるかどうかを明らかにするため、委員会がいくつかの質問を行ったがそれを拒んだため、議会侮辱罪により出頭を命じられた。彼らが答えるのを拒んだ質問の中には「あなたは全米脚本家協会のメンバーだったか」「現在また過去において、アメリカ共産党のメンバーだったか」などがあった。しかし、当時、共産党員であることは嫌われる原因ではなかった。他の人々は弁護士の勧めにより、証言を拒否するのではなくアメリカ憲法に基づく範囲で答えることにより、罪に問われることはなかった。
このプレッシャーに呼応して、1947年11月17日、全米俳優組合は役員に対して共産主義者ではないということを誓約させた。さらに1947年11月25日、ニューヨークのウォルドルフ＝アストリア・ホテルで映画業界の重役たちの会合があり、MPAAの代表のエリック・ジョンストンはプレスに対し現在では「ウォルドルフ・ステイトメント」と呼ばれる声明を出した。この声明によると、ハリウッド・テンは馘首もしくは停職処分となり、彼らが無罪と見なされるか、嫌疑が晴らされ、また彼らが共産主義者ではないと自身で誓わない限り再雇用されることはないというものであった。この声明により、ハリウッド・テンと呼ばれる10人は以後、かなりの長期間アメリカの映画・テレビ業界で働くことができなくなった。1952年、全米俳優組合は映画スタジオに対し、誰であってもアメリカ連邦議会で自身の潔白を証明できなかった人物の名前をスクリーンから削除できる権威を与えた。ブラックリストに載せられた人物の中には、偽名や友人の名前を使う者もおり、『ローマの休日』で1953年アカデミー脚本賞を受賞したイアン・マクレラン・ハンターは名義貸しで、実際はダルトン・トランボであったという例が知られる。

## ハリウッド・テン
en:Hollywood blacklist#The Hollywood Ten
1. アルヴァ・ベッシー （脚本家）
2. ハーバート・ビーバーマン （映画監督・脚本家）
3. レスター・コール （脚本家）
4. エドワード・ドミトリク （映画監督）
5. リング・ラードナー・ジュニア （ジャーナリスト・脚本家）
6. ジョン・ハワード・ローソン （作家・脚本家）
7. アルバート・マルツ （作家・脚本家）
8. サミュエル・オーニッツ （脚本家）
9. エイドリアン・スコット （脚本家・プロデューサー）
10. ダルトン・トランボ （脚本家・映画監督）

## ブラックリストに載ったその他の人物
これらの人々はリスト全体のごく一部であって、実際は遥かに多くの文化人が掲載された。
- オーソン・ウェルズ （映画監督・俳優）
- チャールズ・チャップリン （映画監督・俳優）
- ピート・シーガー （フォークソング歌手、アメリカ共産党員）
- ポール・ロブスン （黒人霊歌歌手、アメリカ共産党員）
- エドワード・G・ロビンソン （俳優）
- アーサー・ミラー （劇作家）
- リチャード・ライト （黒人作家）
- ジョセフ・ロージー （映画監督）
- ジョン・ガーフィールド （俳優）
- ウィル・ギア （俳優）
- リー・グラント （女優）
- ジョン・クロムウェル （映画監督）
- バーバラ・ベル・ゲデス （女優）
- ジェフ・コーリー （俳優）
- アーウィン・ショー （作家）
- ライオネル・スタンダー （俳優）
- アーロン・コープランド （作曲家）
- ジュールズ・ダッシン （映画監督）
- ジェローム・チョドロフ （作家）
- ドロシー・パーカー （作家）
- ダシール・ハメット （作家）
- オーソン・ビーン （俳優）
- ロイド・ブリッジス （俳優）
- ハリー・ベラフォンテ （歌手）
- リリアン・ヘルマン （劇作家）
- エイブラハム・ポロンスキー （脚本家、映画監督）
- ジョン・ランドルフ（俳優）
- マーティン・リット （映画監督・俳優）
- ロバート・ロッセン （映画監督・脚本家）
- レオ・ペン （俳優）
- ベティ・ギャレット（女優）

## 題材にした作品
- ウディ・アレンのザ・フロント（1976年）
  - 実際にブラックリストに載った、マーティン・リット監督が、ハリウッドの赤狩りについて描いた作品。スタッフ、出演者にブラックリストに載った者が多数参加している。
- 真実の瞬間（1991年）
- マジェスティック（2001年）
- グッドナイト&グッドラック（2005年）
- トランボ ハリウッドに最も嫌われた男（2015年）
- 赤狩り THE RED RAT IN HOLLYWOOD - 山本おさむによる漫画